# 国道314号

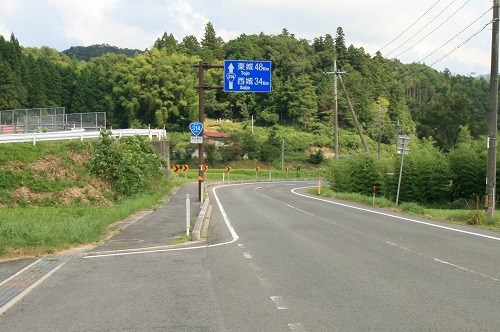
奥出雲町八川を走る国道314号

国道314号（こくどう314ごう）は、広島県福山市から島根県雲南市に至る一般国道である。

## 概要
起点・広島県福山市の国道2号交点から北上して同県庄原市までの区間は国道182号との重複する重用区間となっている。実延長区間の始まりは、庄原市を走る国道182号の友末交差点（北緯34度53分12.4秒 東経133度16分29.9秒 / 北緯34.886778度 東経133.274972度）からの分岐で、ここからJR西日本芸備線・木次線と並走してさらに北上し、広島・島根県境を越えて島根県雲南市の中心市街地で国道54号に接続する。県境付近の島根県仁多郡奥出雲町には、「奥出雲おろちループ」（北緯35度5分40秒 東経133度7分40秒 / 北緯35.09444度 東経133.12778度）とよばれる日本最大級のループ橋がある。

### 路線データ
一般国道の路線を指定する政令に基づく起終点および重要な経過地は次のとおり。
- 起点：福山市（明神町、明神町交差点 = 国道2号交点、国道182号終点）
- 終点：島根県飯石郡三刀屋町[注釈 2]（雲南市三刀屋町下熊谷、下熊谷交差点 = 国道54号交点）
- 重要な経過地：広島県深安郡神辺町[注釈 3]、同県比婆郡東城町[注釈 4]、同郡西城町[注釈 4]、島根県仁多郡仁多町[注釈 5]
- 総延長 : 140.0 km（島根県 48.5 km、広島県 91.5 km）重用延長を含む[3][注釈 6]
- 重用延長 : 56.6 km（島根県 - km、広島県 56.6 km）[3][注釈 6]
- 未供用延長 : なし[3][注釈 6]
- 実延長 : 83.4 km（島根県 48.5 km、広島県 34.9 km）[3][注釈 6]
  - 現道 : 83.3 km（島根県 48.5 km、広島県 34.8 km）[3][注釈 6]
  - 旧道 : 0.1 km（島根県 - km、広島県 0.1 km）[3][注釈 6]
  - 新道 : なし[3][注釈 6]
- 指定区間：なし[4]

## 歴史
- 1970年（昭和45年）4月1日 - 一般国道314号（広島県福山市 - 島根県大原郡木次町（現・雲南市））
- 1993年（平成5年）4月1日 - 一般国道314号（広島県福山市 - 島根県飯石郡三刀屋町（現・雲南市））
- 2005年（平成17年）- 同国道における東城バイパスの事業開始[注釈 7]。
- 2022年（令和4年）12月6日 - 東城バイパスの一部区間が開通[注釈 8]。

## 路線状況

### 通称
- 比婆いざなみ街道[注釈 9] （広島県庄原市の一部区間〈延長 29 km〉）[8]

### 重複区間
- 国道182号（広島県福山市・明神町交差点（起点） - 庄原市・友末交差点）

### 道路施設

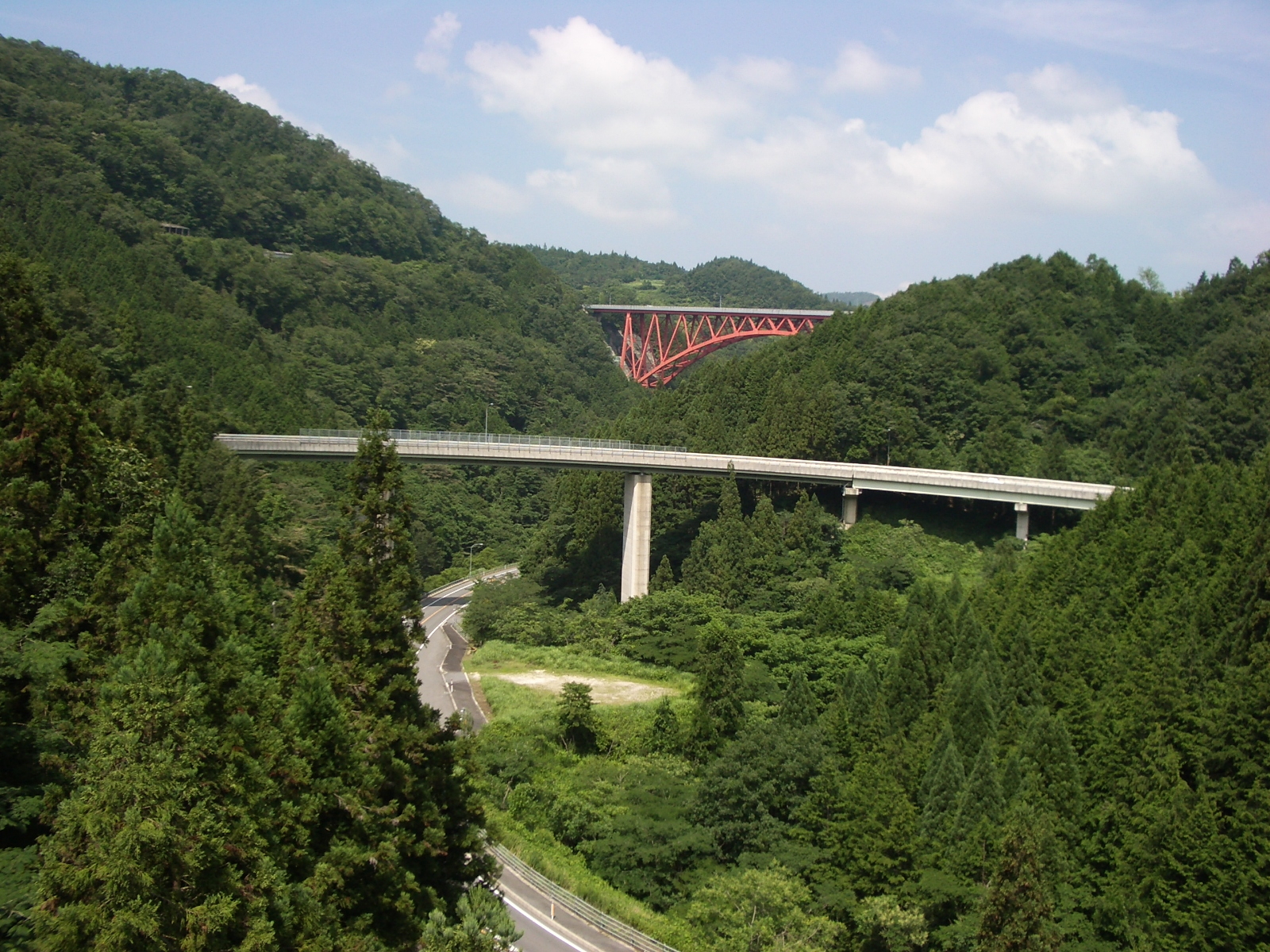
奥出雲おろちループ全景（2005年8月4日撮影）

#### 橋梁
- 島根県
  - 奥出雲おろちループ（仁多郡奥出雲町）

半径100 mの第一ループと、半径200 mの第二ループで構成される高低差が105 mある日本最大級のループ橋[1]。

#### 道の駅
- 広島県
  - さんわ182ステーション（神石郡神石高原町、国道182号重複区間内）
- 島根県
  - 奥出雲おろちループ（仁多郡奥出雲町）
  - おろちの里（雲南市）

### 交通量
24時間交通量（台）　道路交通センサス
| 観測地点         | 平成22年（2010年）度 |
| ---------------- | -------------------- |
| 庄原市東城町川西 | 4,211                |
| 庄原市西城町油木 | 768                  |

（出典：「平成22年度道路交通センサス」（国土交通省ホームページ）より一部データを抜粋して作成）

## 地理

### 通過する自治体
- 広島県
  - 福山市 - 神石郡神石高原町 - 庄原市
- 島根県
  - 仁多郡奥出雲町 - 雲南市

### 交差する道路
| 交差する道路                                                               | 都道府県名 | 市町村名 | 市町村名   | 交差する場所               | 交差する場所                            |
| -------------------------------------------------------------------------- | ---------- | -------- | ---------- | -------------------------- | --------------------------------------- |
| 国道2号 国道182号 重複区間起点 広島県道244号福山港線                       | 広島県     | 福山市   | 福山市     | 手城町4丁目                | 明神町（みょうじんちょう）交差点 / 起点 |
| 広島県道379号坪生福山線                                                    | 広島県     | 福山市   | 福山市     | 南蔵王町5丁目              | 広尾交差点                              |
| E2 山陽自動車道                                                            | 広島県     | 福山市   | 福山市     | 蔵王町3丁目                | 福山東インター（南）交差点 21 福山東IC  |
| E2 山陽自動車道                                                            | 広島県     | 福山市   | 福山市     | 蔵王町3丁目                | 福山市民病院入口交差点 21 福山東IC      |
| E2 山陽自動車道                                                            | 広島県     | 福山市   | 福山市     | 蔵王町6丁目                | 福山東インター（北）交差点 21 福山東IC  |
| 国道313号                                                                  | 広島県     | 福山市   | 福山市     | 千田町千田                 | 神辺第1陸橋（南）交差点                 |
| 広島県道395号川南近田線                                                    | 広島県     | 福山市   | 福山市     | 神辺町川南                 | 片山北交差点                            |
| 国道486号                                                                  | 広島県     | 福山市   | 福山市     | 神辺町十九軒屋             | 十九軒屋北交差点                        |
| 広島県道181号下御領新市線                                                  | 広島県     | 福山市   | 福山市     | 神辺町道上（みちのうえ）   | 雨宮池前交差点                          |
| 広島県道21号加茂油木線 広島県道392号中野駅家線                             | 広島県     | 福山市   | 福山市     | 加茂町中野                 | 中野南交差点                            |
| 広島県道391号加茂福山線                                                    | 広島県     | 福山市   | 福山市     | 加茂町中野                 | 中野交差点                              |
| 広島県道462号百谷新市線                                                    | 広島県     | 福山市   | 福山市     | 加茂町百谷                 |                                         |
| 広島県道419号坂瀬川駅家線                                                  | 広島県     | 神石郡   | 神石高原町 | 坂瀬川                     |                                         |
| 広島県道・岡山県道104号坂瀬川芳井線                                        | 広島県     | 神石郡   | 神石高原町 | 坂瀬川                     |                                         |
| 広島県道418号井関加茂線                                                    | 広島県     | 神石郡   | 神石高原町 | 井関                       | 三和の森入口交差点                      |
| 広島県道259号帝釈峡井関線                                                  | 広島県     | 神石郡   | 神石高原町 | 井関                       | 上井関交差点                            |
| 広島県道21号加茂油木線 広島県道411号木割谷小吹線 重複                      | 広島県     | 神石郡   | 神石高原町 | 近田                       |                                         |
| 岡山県道・広島県道106号布賀油木線                                          | 広島県     | 神石郡   | 神石高原町 | 安田                       |                                         |
| 広島県道27号吉舎油木線                                                     | 広島県     | 神石郡   | 神石高原町 | 安田                       |                                         |
| 広島県道416号三和油木線                                                    | 広島県     | 神石郡   | 神石高原町 | 安田                       |                                         |
| 岡山県道・広島県道9号芳井油木線                                            | 広島県     | 神石郡   | 神石高原町 | 油木                       |                                         |
| 広島県道412号牧油木線                                                      | 広島県     | 神石郡   | 神石高原町 | 油木                       | 油木高校入口交差点                      |
| 広島県道・岡山県道107号奈良備中線                                          | 広島県     | 神石郡   | 神石高原町 | 新免                       |                                         |
| 広島県道451号三坂手入線                                                    | 広島県     | 神石郡   | 神石高原町 | 新免                       |                                         |
| 岡山県道・広島県道108号大野部東城線                                        | 広島県     | 庄原市   | 庄原市     | 東城町久代                 |                                         |
| 国道182号 重複区間終点 広島県道25号三原東城線                              | 広島県     | 庄原市   | 庄原市     | 東城町川西                 | 友末交差点                              |
| 広島県道238号東城停車場線                                                  | 広島県     | 庄原市   | 庄原市     | 東城町川西                 | 川西交差点                              |
| 広島県道23号庄原東城線                                                     | 広島県     | 庄原市   | 庄原市     | 東城町川西                 |                                         |
| 岡山県道・広島県道12号足立東城線                                           | 広島県     | 庄原市   | 庄原市     | 東城町川西                 |                                         |
| 広島県道237号備後八幡停車場線                                              | 広島県     | 庄原市   | 庄原市     | 東城町菅                   |                                         |
| 広島県道57号東城西城線 広島県道447号始終森線 重複                          | 広島県     | 庄原市   | 庄原市     | 東城町森                   |                                         |
| 広島県道236号小奴可停車場線 広島県道448号下千鳥小奴可停車場線 重複区間起点 | 広島県     | 庄原市   | 庄原市     | 東城町小奴可               |                                         |
| 広島県道448号下千鳥小奴可停車場線 重複区間終点                             | 広島県     | 庄原市   | 庄原市     | 東城町小奴可               |                                         |
| 広島県道444号油木小奴可線                                                  | 広島県     | 庄原市   | 庄原市     | 東城町小奴可               |                                         |
| 国道183号 重複区間起点                                                     | 広島県     | 庄原市   | 庄原市     | 西城町八鳥（はっとり）     |                                         |
| 広島県道234号備後落合停車場線                                              | 広島県     | 庄原市   | 庄原市     | 西城町小鳥原（ひととばら） |                                         |
| 国道183号 重複区間終点                                                     | 広島県     | 庄原市   | 庄原市     | 西城町熊野                 |                                         |
| 広島県道444号油木小奴可線                                                  | 広島県     | 庄原市   | 庄原市     | 西城町油木                 |                                         |
| 広島県道256号比婆山県民の森線                                              | 広島県     | 庄原市   | 庄原市     | 西城町油木                 |                                         |
| 島根県道218号八川停車場線                                                  | 島根県     | 仁多郡   | 奥出雲町   | 八川                       |                                         |
| 島根県道49号上阿井八川線                                                   | 島根県     | 仁多郡   | 奥出雲町   | 八川                       |                                         |
| 島根県道270号下横田出雲三成停車場線                                        | 島根県     | 仁多郡   | 奥出雲町   | 下横田                     |                                         |
| 島根県道・鳥取県道15号横田多里線                                           | 島根県     | 仁多郡   | 奥出雲町   | 横田                       |                                         |
| 島根県道258号草野横田線                                                    | 島根県     | 仁多郡   | 奥出雲町   | 横田                       |                                         |
| 島根県道156号木次横田線                                                    | 島根県     | 仁多郡   | 奥出雲町   | 横田                       |                                         |
| 国道432号 重複区間起点                                                     | 島根県     | 仁多郡   | 奥出雲町   | 三成                       |                                         |
| 国道432号 重複区間終点                                                     | 島根県     | 仁多郡   | 奥出雲町   | 三成                       |                                         |
| 島根県道270号下横田出雲三成停車場線 重複区間起点                           | 島根県     | 仁多郡   | 奥出雲町   | 三成                       |                                         |
| 島根県道270号下横田出雲三成停車場線 重複区間終点                           | 島根県     | 仁多郡   | 奥出雲町   | 三成                       |                                         |
| 島根県道25号玉湯吾妻山線                                                   | 島根県     | 仁多郡   | 奥出雲町   | 三成                       |                                         |
| 島根県道51号出雲奥出雲線 重複区間起点                                      | 島根県     | 雲南市   | 雲南市     | 木次町平田                 |                                         |
| 島根県道51号出雲奥出雲線 重複区間終点                                      | 島根県     | 雲南市   | 雲南市     | 吉田町川手                 |                                         |
| 島根県営広域営農団地農道飯石地区 / 飯石ふれあい農道                        | 島根県     | 雲南市   | 雲南市     | 木次町西日登               |                                         |
| 島根県道176号掛合大東線 重複区間起点                                       | 島根県     | 雲南市   | 雲南市     | 三刀屋町上熊谷             |                                         |
| 島根県道176号掛合大東線 重複区間終点                                       | 島根県     | 雲南市   | 雲南市     | 木次町西日登               |                                         |
| 島根県道271号稗原木次線                                                    | 島根県     | 雲南市   | 雲南市     | 木次町下熊谷               |                                         |
| 国道54号 島根県道26号出雲三刀屋線                                          | 島根県     | 雲南市   | 雲南市     | 三刀屋町下熊谷             | 下熊谷交差点 / 終点                     |

### 並行する旧街道
- 旧 東城往来（雲州街道）

備考
本国道の起点を岡山県笠岡市に、また終点を島根県出雲市に変更し、岡山県道34号笠岡井原線、岡山県道・広島県道9号芳井油木線、広島県道・岡山県道105号前原谷仙養線、島根県道26号出雲三刀屋線を本国道に編入させるべきだという声が出ており、岡山県ホームページの「マルチメディア目安箱」にもそのような内容の投書が寄せられているものの、国道昇格の実現には至っていない。実現すれば、かつて陰陽連絡街道として東城を経て、出雲大社と笠岡を結んでいた東城往来が国道として復活することになる。

## ギャラリー

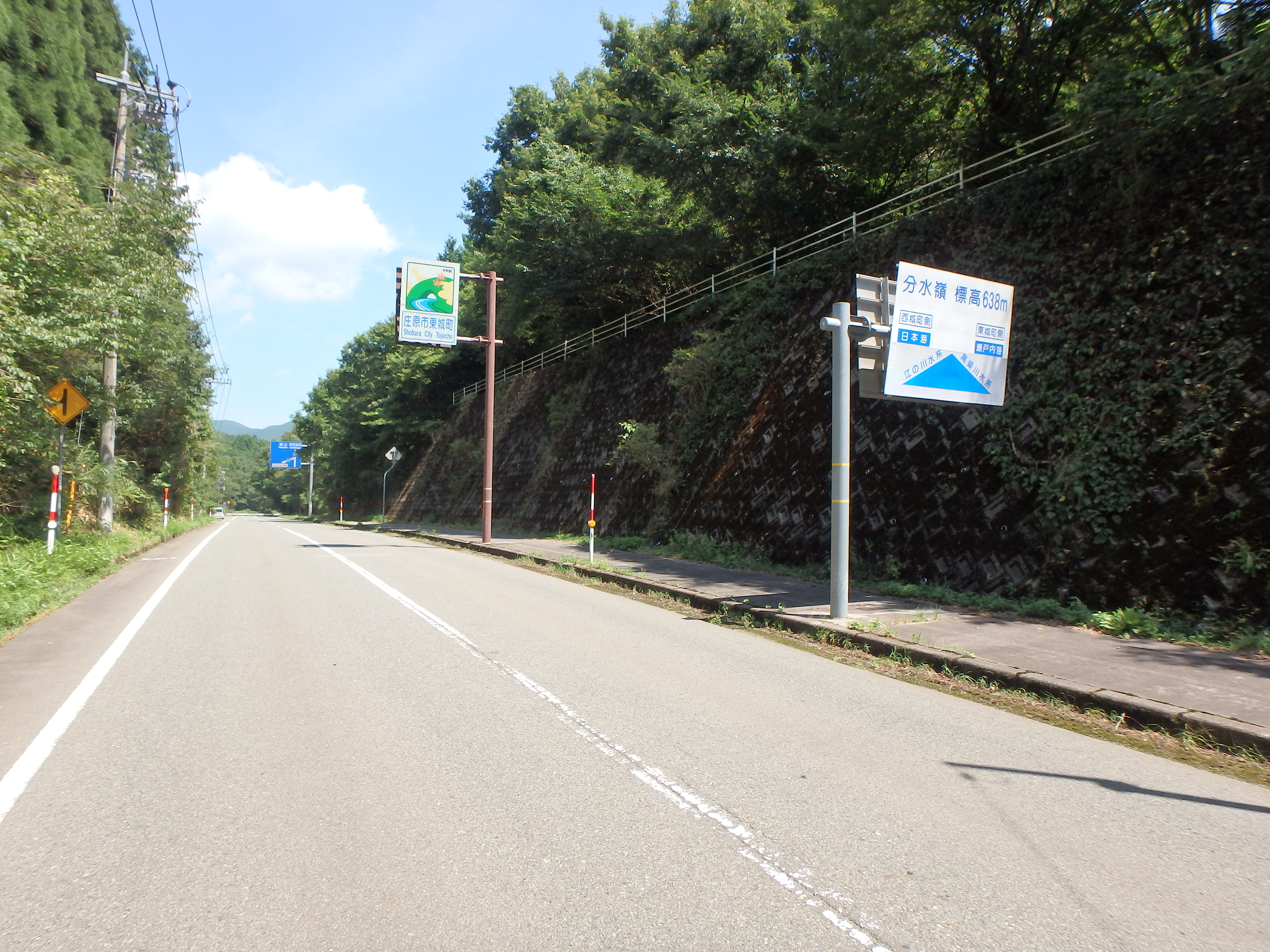
庄原市西城・東城町境の分水嶺と国道314号
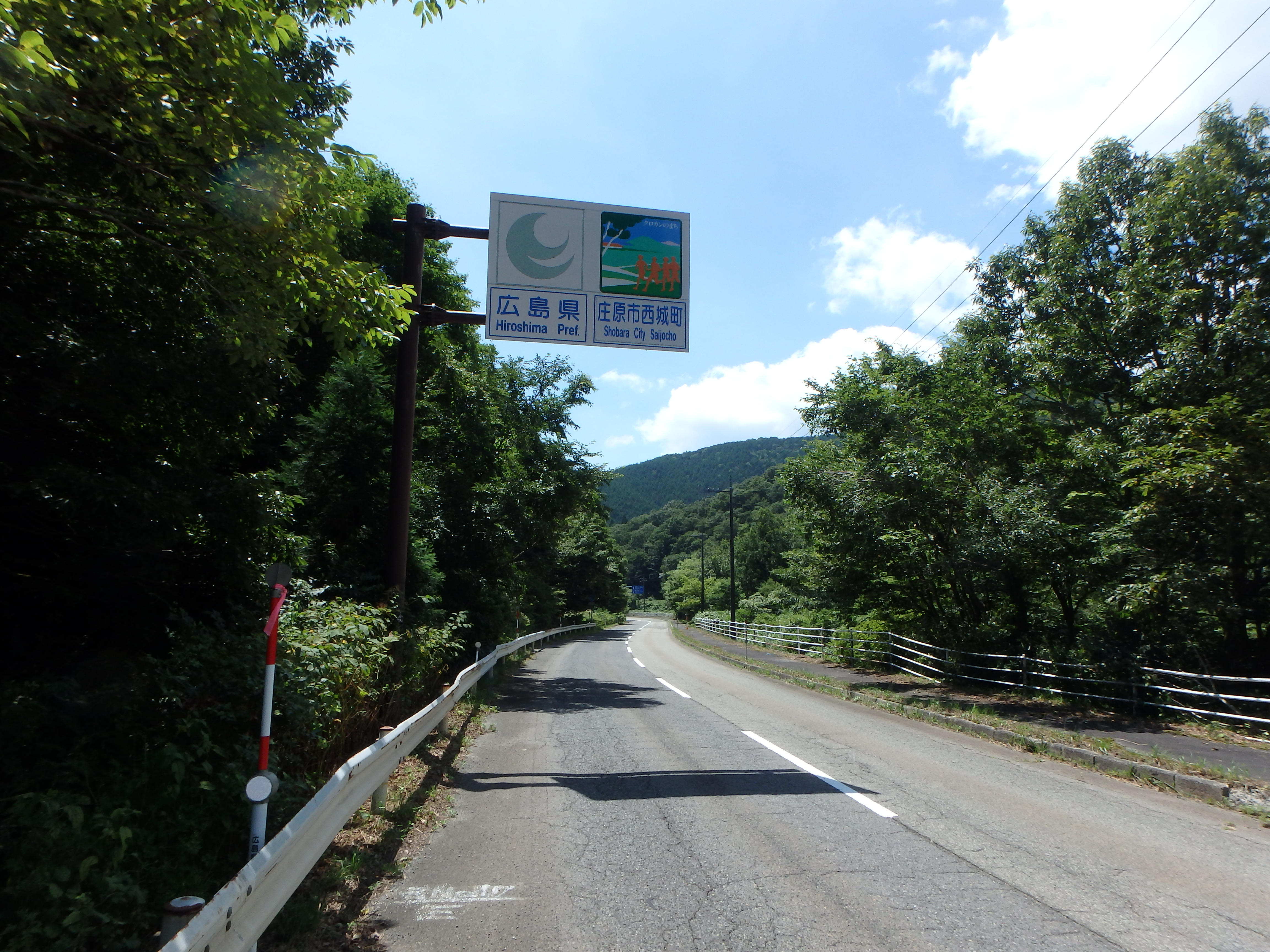
広島・島根県境付近の国道314号
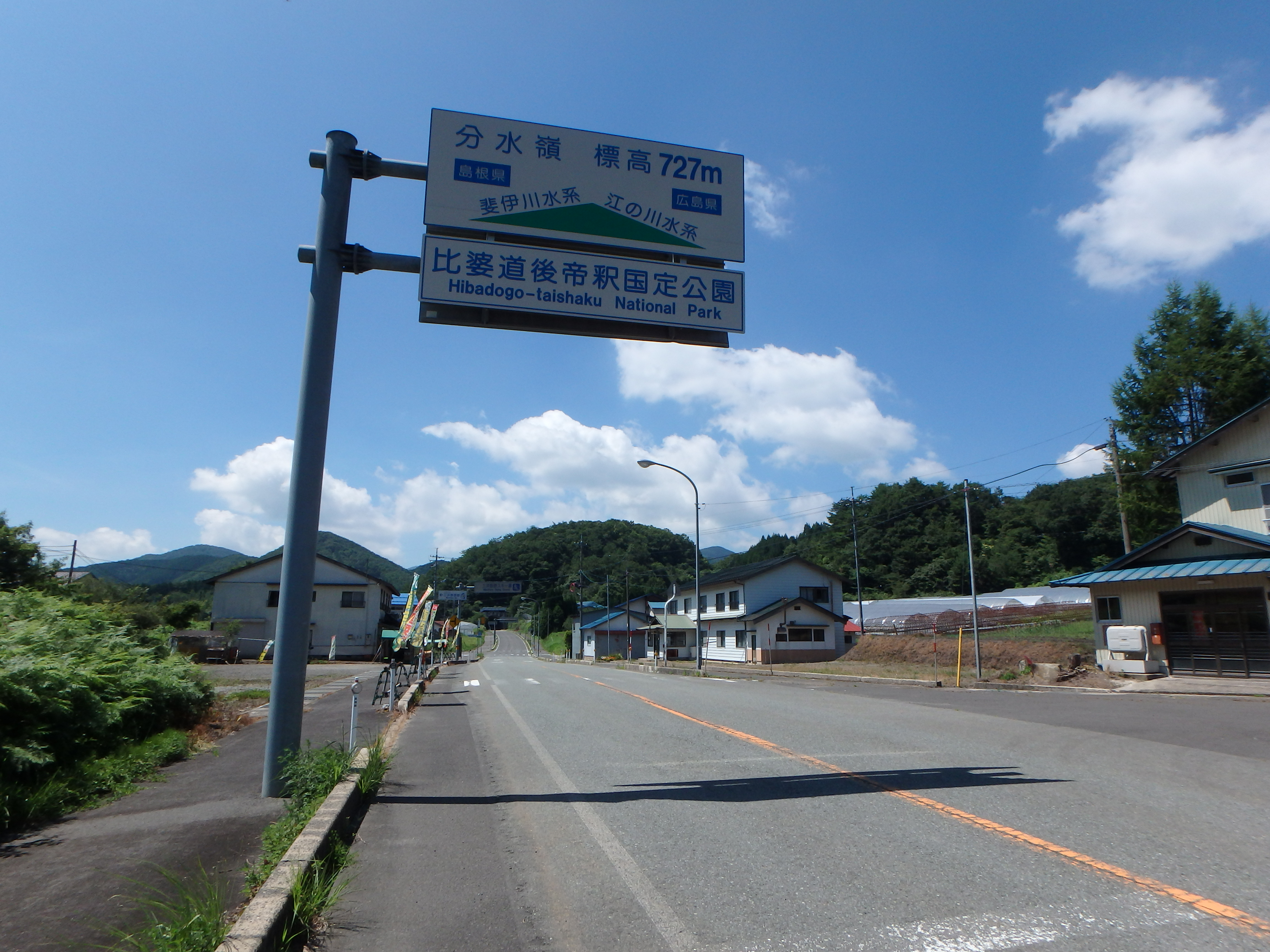
木次線「三井野原駅」付近の国道314号
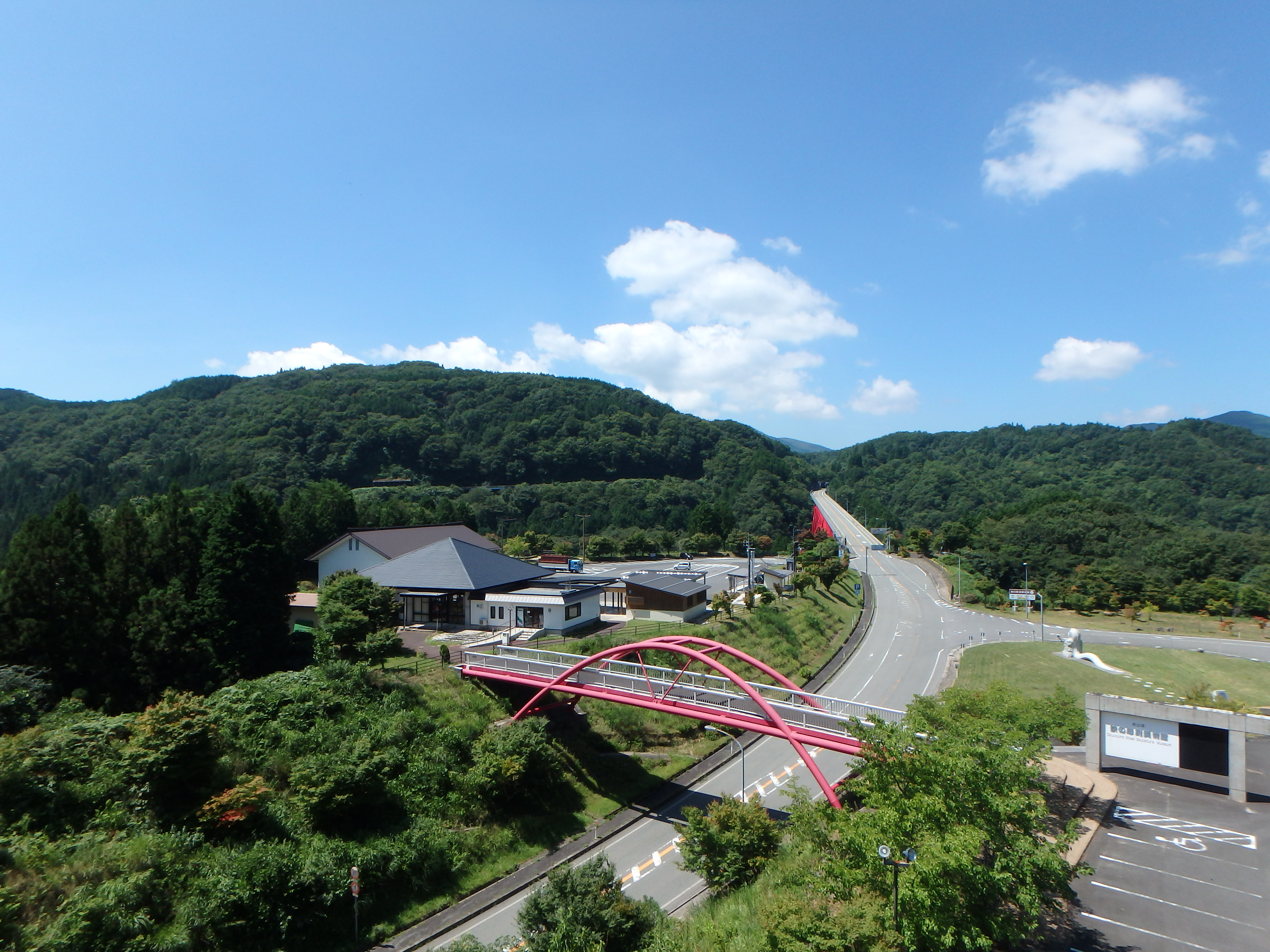
「奥出雲おろちループ」付近の国道314号